# Singuri acasă (franciză)
Franciza Singuri acasă creată de Illumination Entertainment este compusă din:

## Filme
- Singuri acasă (2016)
- Singuri acasă 2 (2019)